# ФК Свиндон Таун
Фудбалски клуб Свиндон Таун (енгл. Swindon Town Football Club) енглески је фудбалски клуб из Свиндона, Вилтшир, који се такмичи у Другој фудбалској лиги Енглеске. Клуб је основан 1879. године, а његове боје су црвена и бела. Домаће утакмице игра на стадиону Каунти граунд капацитета 15.728 места.